# Bechet (cràter)
Bechet és un cràter d'impacte en el planeta Mercuri de 17,6 km de diàmetre. Porta el nom del music de jazz i compositor estatunidenc Sidney Bechet (1897-1959), i el seu nom va ser aprovat per la Unió Astronòmica Internacional el 2013.